# God of War III
God of War III ist ein Action-Adventure, entwickelt von Sony Santa Monica, herausgegeben von Sony Computer Entertainment und weltweit erstmals veröffentlicht im März 2010 für die PlayStation 3. Es ist das sechste und abschließende Kapitel der Handlung um den ehemaligen spartanischen Heerführer und gefallenen Kriegsgott Kratos und seinen Kampf gegen die Götter des Olymp.

## Gameplay
God of War III ist ein Single-Player-Spiel, und orientiert sich in der Spielmechanik an den Vorgängern. Der Spieler übernimmt erneut die Kontrolle von Kratos in einer Mischung aus Kampf-, Plattform- und Puzzleelementen. Kratos Hauptwaffen sind die Verbannungsklingen, zu Beginn des Spiels hat er jedoch Macht über die Klingen der Athene. Weitere neue Waffen sind die Hades-Klauen, die Nemesis-Peitschen und die Nemëischen Löwen (ein Paar Panzerhandschuhe in Form von Löwenköpfen, die man nach dem Kampf gegen Herkules erhält). Letztere ermöglichen das Zertrümmern von Felsen und das Durchdringen feindlicher Schilde, im Gegensatz zu den anderen Waffen handelt es sich jedoch um eine Nahkampfwaffe. Konnte in früheren Teilen der Serie jederzeit jede Form von Magie benutzt werden, so kann man in God of War III nur die Magie der jeweils ausgerüsteten Waffe einsetzen.
So kann beispielsweise die Armee von Sparta nur eingesetzt werden, wenn Kratos mit den Klingen der Verbannung kämpft. Das Goldene Vlies, die Ikarusflügel und Poseidons Dreizack, die man in God of War II erhält, besitzt Kratos auch in Teil III. Die Klinge des Olymp, welche seltener als die anderen Waffen zum Einsatz kommt, besitzt die Fähigkeit Zorn von Sparta. Der Zorn von Sparta ersetzt die Wut der Titanen aus God of War II und den Zorn der Götter aus God of War. Wenn der Zorn von Sparta aktiviert wird, ist Kratos für einen kurzen Moment unverwundbar. Ein neues Feature in God of War III ist der Einsatz verschiedener Gegenstände. Dabei wird die neu eingeführte Gegenstandsleiste (zusätzlich zu Gesundheit und Magie) verbraucht, welche sich jedoch selbstständig wieder regeneriert. Gegenstände in God of War III sind der Bogen von Apollon, der Kopf des Sonnengotts Helios und die Flügelstiefel von Hermes.
Kampfattacken aus früheren Teilen wurden übernommen, jedoch auch neue hinzugefügt. Die Anzahl von Feinden, die sich gleichzeitig auf dem Bildschirm befinden, wurde von 15 auf 50 erhöht.
Gamedirektor Stig Asmussen sagte, dass die Hardware der PlayStation 3 eine höhere Flexibilität der Charaktere und eine verbesserte Interaktion mit der Umwelt ermöglicht.
Christer Ericson vom SCE Santa Monica Studio hat über Twitter angekündigt, dass God of War III ohne Ladezeiten auskomme, und die Level nahtlos ineinander übergingen. So bewegt sich beispielsweise die Kamera während des Kampfes mit der Seeschlange vom Kampfgeschehen weg, während der Spieler weiter Kontrolle über Kratos besitzt, um zu einem neuen Levelabschnitt überzugehen.
Das Spiel besitzt, wie auch die Vorgänger, einen Herausforderungsmodus, diesmal genannt Die Herausforderung des Olymp, in welchem sich der Spieler nacheinander durch 10 verschiedene Herausforderungen mit unterschiedlichen Voraussetzungen (z. B. stetig schwindender Gesundheit, Verbot des Einsatzes von Magie usw.) kämpfen muss.

## Handlung
God of War III setzt die Geschichte dort fort, wo God of War II endete. Kratos steht auf dem Rücken von Gaia, die zusammen mit den anderen Titanen den Olymp erklimmt, um die Götter anzugreifen. Auf dem Gipfel des Berges stehen Zeus, Hermes, Hades, Poseidon und Helios, die ihrerseits einen Angriff auf die Titanen beginnen. Nach dem Sieg über Poseidon und dessen Tod erreicht Gaia zusammen mit Kratos Zeus, der beide mit einem Blitzschlag vom Gipfel stürzt. Als Gaia erneut versucht, den Berg zu erklimmen, rutscht Kratos von ihrem Rücken. Sie behauptet, dass der Krieg der Titanen gegen die Götter wichtiger sei als Kratos’ Rache, und lässt ihn in die Tiefe stürzen.
Kratos landet im Fluss Styx, wo er von den Seelen der Unterwelt aller Macht und Gesundheit beraubt wird mit Ausnahme des goldenen Vlieses, der Ikarusflügel und der Klinge des Olymp. Auch die Klingen der Athene werden zerstört. Nachdem sich Kratos aus dem Fluss retten kann, erhält er von Athenes Geist die Klingen der Verbannung. Zugleich weist sie ihm erneut den Weg zu Zeus, um ihn zu vernichten.
Auf seinem Weg tötet Kratos viele der verbliebenen Götter und ihrer Helfer, darunter Helios, Hades, Hermes, Hephaistos und Herkules. Nach ihrem Ableben verbreiten die Körper der Toten Überschwemmungen, Stürme und Seuchen über die Welt. Kratos revanchiert sich ebenso bei Gaia, indem er sie in den Tartaros stürzen lässt. Darüber hinaus erfährt er, dass die Büchse der Pandora auch nach seinem Sieg über Ares weiterhin existiert, geschützt von der Flamme des Olymp, die jeden tötet, der sie berührt. In ihr soll sich nach wie vor die Waffe befinden, mit der man einen Gott töten kann. Kratos begibt sich nun auf die Reise, um den Schlüssel zu finden, mit dem sich die Büchse der Pandora öffnen lässt. Dabei stellt sich heraus, dass Pandora selbst der Schlüssel ist, und nur sie die Flamme des Olymp durchdringen kann.

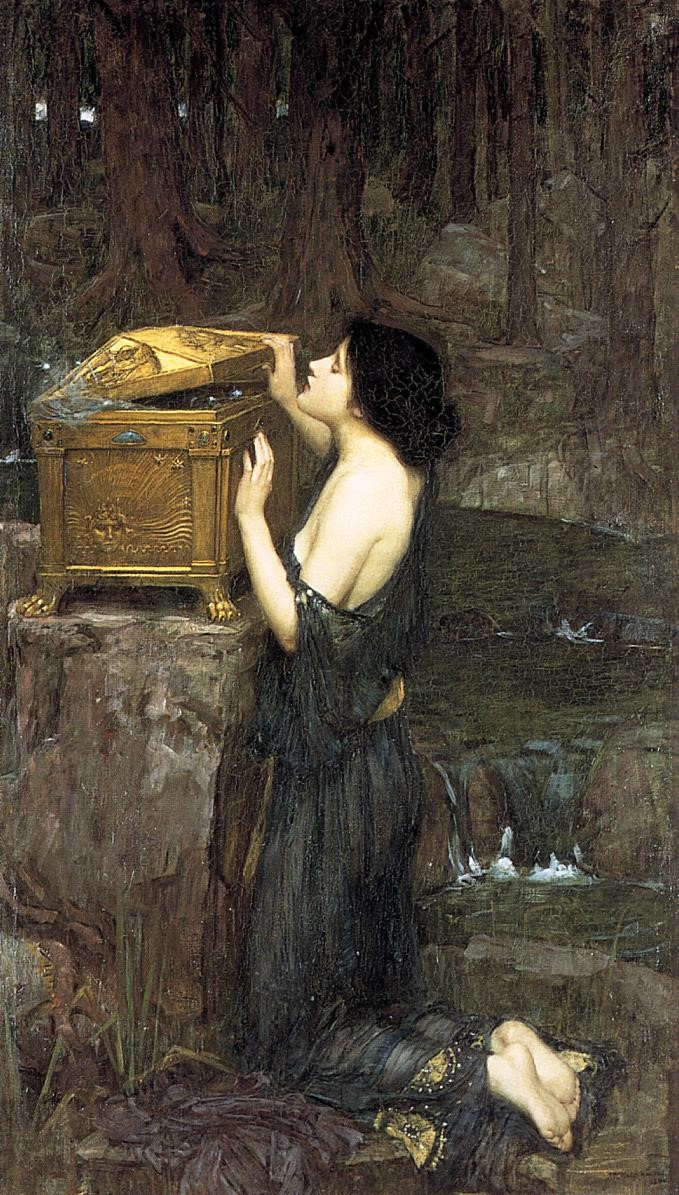
Wie der erste Teil greift auch God of War III den Pandora-Mythos auf – Interpretation von John William Waterhouse

Kratos macht sich auf den Weg in das Labyrinth, in dem Pandora gefangen gehalten wird. Nachdem er Kronos und weitere Feinde bezwungen hat, bringt er Pandora schließlich zurück zur Büchse, wo sich ihnen jedoch Zeus in den Weg stellt. In einem Kampf Mann gegen Mann gelingt es Kratos, Zeus aufzuhalten, sodass Pandora die schützende Flamme löschen kann. Kratos gelingt es schließlich, die Büchse zu öffnen, diese erweist sich jedoch als leer. Erzürnt stellt er sich daraufhin erneut gegen Zeus. Während des Kampfes erreicht Gaia abermals den Olymp und greift beide an. Um ihren Attacken zu entkommen, springen sie durch ein Loch in Gaias Rücken. In ihrem Inneren kommt es zu einem erneuten Kampf zwischen Kratos und dem Göttervater, der damit endet, dass Kratos die Klinge des Olymp durch Zeus hindurch in Gaias Herz stößt.
Nach dem Kampf erwacht Kratos auf dem Olymp neben Zeus und zieht diesem die Klinge aus dem Körper. Während Zeus’ Körper besiegt ist, erhebt sich dessen Geist und greift Kratos erneut mit einem Blitz an, wodurch dieser all seine Waffen verliert und, mit dem Tode ringend, sich in seiner eigenen Psyche wiederfindet. Dort vergibt er sich selbst für seine begangenen Sünden und lernt, dass Hoffnung die mächtigste Waffe ist, so wie es Pandora ihm vorausgesagt hatte. Kratos kehrt zurück ins Leben, befreit sich von Zeus’ Angriffen und vernichtet dessen Geist endgültig.
Athenes Geist erscheint und ermahnt Kratos, ihr die Waffe zu geben, die er aus Pandoras Büchse erhalten hat. Er erwidert, dass diese leer war, was Athene nicht glauben mag. Athene erklärt, dass sie, als Zeus alles Böse dieser Welt in die Büchse gesperrt hat, aus Sorge, dass die Büchse eines Tages geöffnet würde, auch die Hoffnung in selbige verbannt hat. Athene begreift nun, dass Kratos, als er die Büchse im Kampf gegen Ares geöffnet hat, auch das Böse befreit hat, das die Götter befiel. Dadurch ging die Macht der Hoffnung auf Kratos über und daher sei die Büchse nun leer. Athene ermahnt Kratos erneut, ihr die Macht über die Hoffnung zurückzugeben, da sie denkt, diese am besten kontrollieren zu können. Kratos jedoch stößt sich die Klinge des Olymp in den Körper, um die Hoffnung von sich zu lösen und für alle Menschen zugänglich zu machen. Athene ist erzürnt und behauptet, dass die Menschheit nicht mit so einer Macht umgehen könne und dass sie enttäuscht von Kratos’ Tat ist. In seinem eigenen Blut liegend atmet Kratos noch, als Athene sich entfernt. Der Abspann beginnt.
Anschließend sieht man die Stelle, an der Kratos zu Boden gegangen ist, er selbst ist jedoch nicht mehr dort. Eine Blutspur führt zur nahen Klippe. Kratos’ Ende ist ungewiss.

## Endgegner und Auswirkungen
Im letzten Teil wurden Götter als Endgegner implementiert, deren Tötungen globale Folgen für Mensch und Umwelt haben, die der Spieler im Laufe der Handlung beobachten kann. Hier eine chronologische Auflistung der Endgegner und deren Auswirkungen:
- Poseidon (Der Ozean erhebt sich und überflutet ganze Landstriche)
- Hades (Die gefangenen Seelen der Unterwelt werden befreit / Neue Waffe)
- Helios (Die Sonne verdunkelt sich und Stürme ziehen über die Länder / Neuer Gegenstand)
- Hermes (Eine Art Seuche / Insektenplage wird freigesetzt, die sterbliche Wesen sterben lässt / Neuer Gegenstand)
- Herkules (Keine Auswirkung / Neue Waffe)
- Kronos (Keine Auswirkung)
- Hephaistos (Keine Auswirkung / Neue Waffe)
- Hera (Kein Bosskampf, da Kratos Hera in einer Zwischensequenz tötet, jedoch trocknen nach Heras Tod sämtliche Pflanzen aus)
- Riesenskorpion (Keine Auswirkung / Boreas Eissturm)
- Zeus (Chaos und Zerstörung)

## Charaktere
Angegeben sind die englischen Synchronsprecher
- Kratos (Terrence C. Carson): Der Protagonist. Ein früherer Anführer der Armee von Sparta, ein Halbgott und nach Ares der Gott des Krieges. Nachdem er von Zeus verraten und seiner Göttlichkeit beraubt wurde, will er den Olymp zerstören.
- Zeus (Corey Burton): Der Herrscher des Olymp, Bruder des Hades und Poseidon, Vater von Kratos. Er schmiedete die Klinge des Olymp um die Titanen im großen Krieg zu besiegen. Aus Furcht, dass Kratos ihn nach dem Öffnen der Büchse der Pandora töten könne, wie auch Zeus seinen Vater Kronos besiegt hat, verrät er Kratos.
- Gaia (Susan Blakeslee): Verkörperung der Erde und der Titanen. Anfänglich noch die Unterstützerin von Kratos, erhofft sie sich selbst die Vernichtung von Zeus und des Olymp.
- Athene (Erin Torpey): Die Göttin der Weisheit. Athene war für viele Jahre Kratos Verbündete und Mentorin und starb bei seinem Angriff auf Zeus, um diesen zu beschützen. In einer höheren Form der Existenz wiederauferstanden unterstützt sie Kratos erneut im Kampf gegen Zeus, diesmal jedoch aus persönlichen Gründen.
- Pandora (Natalie Lander): Eine Schöpfung von Hephaistos. Pandora ist der Schlüssel, um die Flamme des Olymp zu löschen und dadurch Kratos Zugang zur Büchse der Pandora zu ermöglichen.
- Hephaistos (Rip Torn): Der Schmiedegott der bei den Göttern des Olymp in Ungnade gefallen ist. Er ist der Gemahl der Aphrodite, der Schöpfer der Büchse der Pandora und von Pandora selbst. Er wurde von Zeus in die Unterwelt verbannt, da er es Kratos ermöglichte, den Tempel der Pandora zu überwinden, die Büchse zu öffnen und weil er Pandora (die für ihn wie eine Tochter ist) vor Zeus versteckt hielt.
- Aphrodite (April Stewart): Die Göttin der Liebe und Gemahlin des Hephaistos. Kratos’ Kampf gegen den Olymp ist ihr gleichgültig, weshalb sie vom Spartaner verschont wird und auch in einem der für die God-of-War-Reihe typischen Sex-Minispiele auftritt.
- Kronos (George Ball): Ein Titan und Vater des Zeus, Hades und Poseidon. Vom Göttervater in die Unterwelt verbannt, nachdem Kratos den auf seinen Rücken geketteten Tempel der Pandora überwindet und die Büchse findet.
- Daidalos (Malcolm McDowell): Der Architekt des Labyrinths, in welches Pandora und auch er selbst eingesperrt ist. Daidalos baut das Labyrinth, nachdem ihm Zeus versprach, ihn mit seinem Sohn Ikarus wieder zu vereinigen.
- Hades (Clancy Brown): Der Gott der Unterwelt. Hades sinnt auf Rache, seit Kratos seine Nichte Athene, seinen Bruder Poseidon und seine Frau Persephone getötet hat.
- Helios (Crispin Freeman): Der Sonnengott. Obwohl er einst von Kratos gerettet wurde, stellt er sich nun gegen die Titanen und den Spartaner.
- Hera (Adrienne Barbeau): Die Königin der Götter und Gemahlin des Zeus. Dadurch steht sie in Beziehung zu Kratos.
- Hercules (Kevin Sorbo): Ein Halbgott und Halbbruder von Kratos. Hercules Wunsch ist der Anspruch auf den Thron des Kriegsgottes nach einer dreizehnten Arbeit: die Ermordung Kratos’.
- Hermes (Greg Ellis): Der Götterbote. Er verhöhnt Kratos und verleitet ihn zu einer Verfolgungsjagd über den Olymp, bis er Kratos unterschätzt und in einem unachtsamen Moment von diesem eingeholt und getötet wird.
- Poseidon (Gideon Emery): Der Gott des Meeres. Er ist entschlossen, sich für die Zerstörung seiner Stadt Atlantis durch Kratos an diesem zu rächen.
- Kalliope (Debi Derryberry): Die Tochter von Kratos, die in unbeabsichtigter Weise von ihrem Vater getötet wurde.
- Kratos’ Gemahlin (Gwendoline Yeo): Die Frau von Kratos wird versehentlich von ihrem Mann getötet. Sie hilft Kratos sich selbst für seine vergangenen Sünden zu vergeben.
- Peirithoos (Simon Templeman): Ein Gefangener in der Unterwelt, der in Persephone verliebt war und den Bogen des Apollon besitzt.
- König Minos (Mark Moseley): Einer der drei Richter der Unterwelt (neben König Rhadamanthys und König Aiakos). Sie richten über alle Seelen, ob diese mit dem Paradies des Elysiums belohnt oder in den Tartaros verbannt werden. Kratos wird bei seinem ersten Aufeinandertreffen darauf hingewiesen, dass die Zeit für seine Beurteilung noch nicht gekommen ist.
- Die Prinzessin des Poseidon (Erin Mathews): Eine sterbliche Geliebte des Poseidon. Kratos findet sie eingesperrt in den privaten Gemächern des Gottes. Zunächst von Kratos befreit, stirbt sie bei der Fortsetzung seines Rachefeldzuges.
- Die Stimme von Kratos’ Bruder Deimos (Elijah Wood).

## Veröffentlichungen
Die in Deutschland erschienene Version von God of War III ist ungeschnitten und erhielt, wie seine Vorgänger, von der USK eine Altersfreigabe ab 18 Jahren. Neben der normalen Ausgabe wurden zeitgleich zwei limitierte Sondereditionen veröffentlicht:
- die Collector's Edition im Digipack, welche Sammelkarten mit exklusiven God-of-War-Artworks sowie extra Kostüme für Kratos und eine Combat-Arena mit sieben Herausforderungen enthält
- die Ultimate Trilogy Edition, welche eine aufwendig gestaltete Miniatur-Replik der Büchse der Pandora sowie weitere zusätzliche Kostüme für Kratos, weitere Sammelkarten mit Artworks, die Combat-Arena, den Soundtrack von God of War, God of War II und God of War III auf drei CDs sowie die God of War Collection, bestehend aus den ersten beiden Teilen der Reihe für die PlayStation 3 in HD digital überarbeitet enthält.

Im Juli 2015 erschien unter dem Titel God of War III Remastered eine überarbeitete Version des Spiels für PlayStation 4 mit höherer Auflösung (1080p), einer konstanten Framerate von 60 Bildern pro Sekunde sowie einem Fotomodus und allen zusätzlichen Downloadinhalten.

## Chronologische Reihenfolge
Im Folgenden sind die Spiele des „Olymp“-Handlungsstranges der Reihe ihrer erzählerischen Reihenfolge nach aufgeführt, in Klammern das Jahr ihrer jeweiligen Veröffentlichung:
1. God of War: Ascension (2013)
2. God of War: Chains of Olympus (2008)
3. God of War (2005)
4. God of War: Ghost of Sparta (2010)
5. God of War II (2007)
6. God of War III (2010)

Der 2018 erschienene Nachfolger God of War sowie dessen Fortsetzung God of War Ragnarök stellt zwar eine erzählerische Fortsetzung dar, beginnt jedoch einen neuen Handlungsstrang und unterscheidet sich puncto Leveldesign, Spielprinzip und dem Setting der Spielwelt stark von seinen Vorgängern und kann daher als Soft-Reboot betrachtet werden.